# Rubus subtibetanus
Rubus subtibetanus är en rosväxtart som beskrevs av Hand.-mazz.. Rubus subtibetanus ingår i släktet rubusar, och familjen rosväxter. Utöver nominatformen finns också underarten R. s. glandulosus.